# Miville Couture
Joseph David Lucien Miville Couture (nascut el 27 de maig de 1916 a Saint-Malachie al comtat de Dorchester, al Quebec, i mort el 24 d'abril de 1968 a Mont-real) va ser un locutor de ràdio i actor còmic de Radio-Canada.

## Biografia
Miville Couture va estudiar a Sainte-Marie-de-Beauce als germans maristes, va ser el cours classique a Vallée-Jonction i va treballar com a periodista de premsa escrita (als vint anys a la Guide de Sainte-Marie-de-Beauce, després a Dorchester), va passar alguns mesoa a Abitibi com a intèrpret d'alemany i d'italià (a Perron Gold Mines), després va començar l'ofici d'anunciant a la ràdio de la ciutat de Quebec (a CHRC) i, a final dels anys 1930 a Rimouski. La qualitat del seu treball el va portar a Montréal el 1941, on va substituir al finat Louis Francœur.
Va esdevenir « annonceur en chef » el 1944. Miville Couture i Roger Baulu van ser els mentors de Jean-Paul Nolet.
Va tenir el principal paper a la ràdio de Radio-Canada (CBF) a l'emissió escrita i realitzada per Eugène Cloutier, Le p'tit train du matin, de 1947 a 1952.
Miville Couture és conegut sobretot per la seva divertida transmissió radiofònica del matí, Chez Miville (1956-1970), on va ser l'animador estrella fins a la seva mort el 1968. El 1961 va rebre un dels Premis Ondas 1961.

## Honors
- El Parc Miville-Couture de Montréal rep el nom en honor seu. Està siuat a la cantonada entre la rue Amherst i el boulevard René-Lévesque Est.